# 콜레르파 렌틸리페라
콜레르파 렌틸리페라 또는 바다포도는 인도태평양의 해안가에 서식하는 해조류이며 부드러운 다육질의 질감을 자랑하는 인기 있는 식용 옥덩굴류 중 하나다. 필리핀에서는 바다포도를 양식하여 식용하는데 latô , arosep 등의 다양한 이름으로 불린다. 말레이시아의 사바주에서는 latok으로 불리며 바자우족이 곧잘 먹는다. 일본 오키나와에서는 우미부도(海ぶどう)라고 부르는데 "바다포도"를 의미한다. 베트남에서는 rong nho , rong nho biển라고 불리는데, "포도 조류"나 "바다포도 조류"를 의미한다. 한국에서는 "바다포도"로 알려져있다. 영미권에서는 근연종 콜레르파 라세모사(en:caulerpa racemosa)와 함께 green caviar, sea grapes로 알려져있다. 인도네시아, 특히 발리섬에서는 bulung이라고 불린다.
콜레르파 렌틸리페라는 보통 간식이나 샐러드로서 식초와 함께 생으로 먹는다. 필리핀에서는 깨끗한 물에 씻은 다음 다진 생살롯과 신선한 토마토와 섞고 피시소스나 바궁(en:Bagoong), 식초를 뿌려 샐러드로 만들어 먹는다. 이 조류는 아이오딘을 풍부하게 함유한다.
콜레르파 렌틸리페라는 당뇨 완화와 지질 감소 등의 몇 가지 효능이 있다고 보고되었다.
필리핀 중부 세부 막탄섬의 수많은 웅덩이들에서 콜레르파 렌틸리페라를 양식하고 있으며, 이는 세부와 마닐라의 시장에 납품된다. 양식장의 총 면적은 400 헥타르에 달하며, 해마다 헥타르당 12-15톤의 신선한 해초를 생산하고 있다.

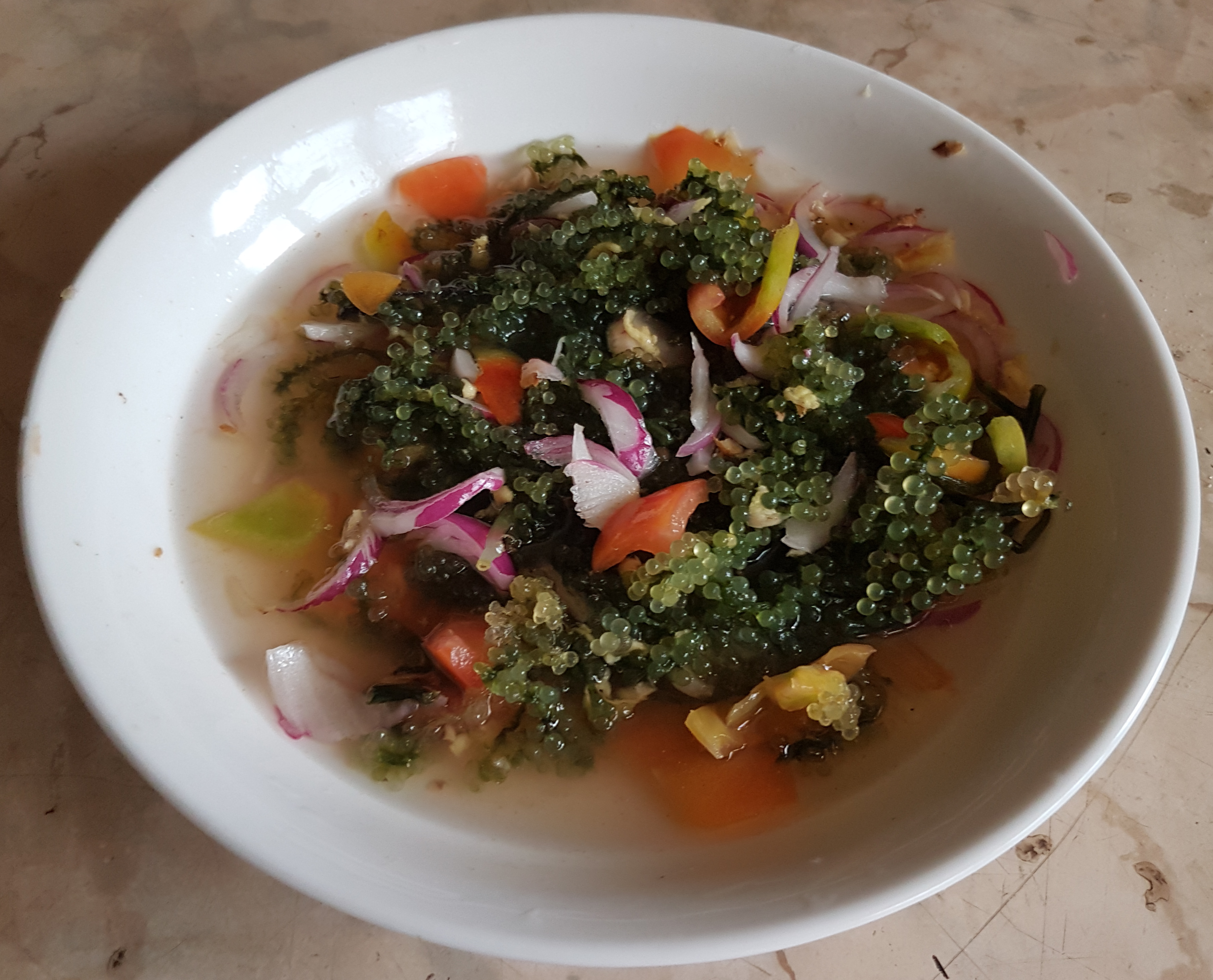
식초, 어장, 셜롯, 토마토와 같이 버무린 필리핀의 음식 Ensaladang latô
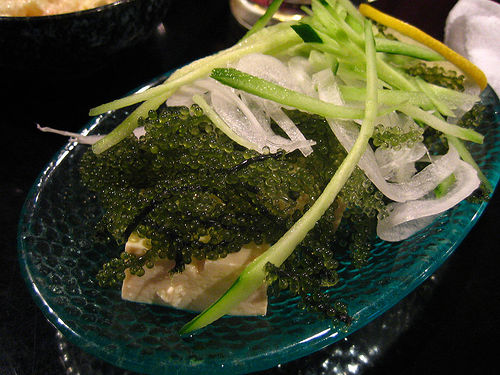
오키나와 스타일로 내온 우미부도

## 참고 문서
- 유케마 (en:Eucheuma, Gusô)

## 같이 보기
- 노리 (음식)
- 갈파래속